# Musa ibn Nusair
Abu Abd ar-Rahman Musa ibn Nusayr ibn Abd ar-Rahman Zayd al-Bakri al-Lajmi o Musa ibn Nusair (en árabe: أبوعبد الرحمن موسى بن نصير بن عبد الرحمن زيد اللخمي‎), llamado Muza o Musa en la tradición española, fue un jefe militar musulmán al servicio del gobernador de Egipto Abd al-Aziz ibn Marwan. Gobernador y general del califato damasquino omeya (640–716/718) en el norte de África (Ifriquiya, actual Túnez). A la edad de setenta y un años participó en la invasión musulmana de la península ibérica, según la historiografía tradicionalmente admitida, basada en crónicas árabes de los siglos X y XI, y fue el primer wali o valí de al-Ándalus, gobernando entre los años 712 y 714.

## Biografía
Hay una gran controversia sobre los orígenes de Musa bin Naseer. Algunos historiadores mencionaron que su padre era un esclavo liberado de la tribu Lakhm, y se dijo que él era de su descendencia, lo cual es más probable.
Otros mencionaron que pertenecía a la tribu de a Bani Bakr, y que su padre Naseer estaba entre los que fueron capturados por Khalid bin Al-Walid en la batalla de Ain al-Tamr. Sin embargo, al-Baladhuri, relatando los mismos eventos, afirma que era un árabe de la tribu Balī, de Jabal al-Jalīl en Siria.
Como esclavo, el padre de Musa entró al servicio de Abd al-Aziz ibn Marwan (gobernador de Egipto e hijo del califa Marwan I) quien le dio su libertad. Regresó a Siria, donde nació Musa en un lugar llamado Kafarmara o Kafarmathra. La fecha de su nacimiento se ha dado en 640.
En el norte de África, la pacificación que le permitiría posteriormente el avance territorial no estaba exenta de dificultades que provenían fundamentalmente de la resistencia de los bereberes (se consigue la sumisión con la toma de rehenes de los hijos de notables y jefes) y de la zona cristiana magrebí (cuyos dirigentes terminan optando por aceptar acuerdos que le confirman en sus dominios, como don Julián, señor de Ceuta).
En 698 el califa Al-Walid le nombró gobernador o wali de Ifriquiya (Túnez) en el norte de África y fue el encargado de poner fin a una rebelión de los bereberes. Cuando tomó con sus tropas el norte africano, muchos de los bereberes allí asentados eran cristianos, pensándose también que casi la totalidad de estos también eran devotos del judaísmo, arraigado en aquella zona desde el siglo I. El judaísmo también tomó posesiones en aquellos terrenos cuando surgió la primera Diáspora judía hacia el siglo VI a. C., cuando los babilonios expulsaron de Israel a sus gentes. En diversas crónicas todo apunta a que, con la llegada de los musulmanes, los autóctonos del Magreb decidieron convertirse al islam, aunque de un modo lento, abarcando siglos, ya que sus costumbres estaban muy interiorizadas. Finalmente esta conquista terminaría con la toma de Tánger en el año 708.
Del mismo modo, durante aquellos años tuvo que combatir los ataques de la armada bizantina y construyó una fuerza naval que saquearía las islas de Ibiza, Mallorca y Menorca en el año 707.
En esa altura, la Hispania visigoda se hallaba inmersa en una tremenda confusión, con dos reyes rivales, Agila II y Rodrigo, que controlaban zonas diferentes de la península; y uno de ellos además (Rodrigo, electo gracias al apoyo de la mayor parte de la aristocracia visigoda) enfrentado a la oposición de un grupo minoritario, quizá de partidarios de los descendientes de su antecesor el rey Witiza, donde toman partido Oppas y Sisberto. Tal vez este grupo fuese el que solicitara la ayuda de Musa ibn Nusair, a través de Don Julián, gobernador de Ceuta o quizás (menos probable) de Tánger, aunque en este período es casi imposible conocer los hechos reales, adornados mucho después con leyendas. Fuese como fuese, el caso es que Musa envió a su lugarteniente Táriq ibn Ziyad, que desembarcó en la roca que después por él fue llamada Gibraltar, el 30 de abril de 711, al frente de siete mil bereberes. Táriq derrotó a Rodrigo en la batalla de Guadalete en el año 711 y avanzó rápidamente por el territorio peninsular.
El resultado de esta batalla conllevó una mayor llegada de tropas bereberes y la consiguiente expansión hacia el norte, enfrentándose en Écija a los últimos contingentes visigodos supervivientes de Guadalete. 
En 712 Musa, acompañado por su hijo Abd al-Aziz ibn Musa y con un ejército de dieciocho mil hombres, cruzó el estrecho de Gibraltar y procedió a la consolidación de conquistas hechas por sus hombres y a la conquista del territorio visigodo restante. Ocupó Medina Sidonia, Carmona y Sevilla y, seguidamente, atacó Mérida poniendo sitio a la ciudad que resistió un año (30 de junio del 713). Desde Mérida, Musa, se dirigió a Toledo, donde se encontró con Tariq.
En 714 Musa y Táriq tomaron Zaragoza y avanzaron hacia Lérida. Llamados a Damasco, ambos invasores se separaron y Musa se dirigió a Asturias para tomar León, Astorga y Zamora, y llegar hasta Lugo. Otras de estas muchas incursiones serán expediciones que estuvieron alejadas del ámbito militar y conquistador y se fundamentarán en gran medida en la política de pactos, destacándose el Pacto de Teodomiro en el año 713, uno de los más conocidos de esta época. 
A su regreso a Sevilla, Musa fue llamado de nuevo a Damasco por el nuevo califa Suleimán I para rendir cuentas. Antes de partir, como si de bienes propios se tratasen en vez de ser de la comunidad islámica, Musa repartió el gobierno de los diferentes territorios que administraba entre sus hijos: Abd al-Aziz, su cuarto hijo, como gobernador de Al-Ándalus; Abd al-Málik (también llamado Marwán) ibn Musa, que era el segundo, de Ceuta y Tánger y Abd Al·lah ibn Musa, que era el mayor, de Ifriqiya. Su tercer hijo, Marwán ibn Musa, acompañó a Táriq ibn Ziyad en la primera ofensiva en 711. Eran hijos de su matrimonio ca. 678 con Amina bint Marwán (nacida en 664?), hija de Marwán I y de Ruqayya bint Úmar, hija de Umar ibn al-Jattab y de Umm Kulthum bint Ali, hija de Ali Ibn Abi Talib y de Fátima az-Zahra, hija de Mahoma y Jadiya.
Ya en Damasco, Suleimán condenó a muerte a Musa por el delito reincidente de malversación. La pena se le conmutó por el pago de una considerable suma, pero no se le permitió regresar a Al-Ándalus. Poco después fue asesinado, bajo extrañas circunstancias, en una mezquita de Damasco, hacia el año 716, aunque algunas fuentes afirman también que hacia 718.

## Su mandato en Ifriqiya y los bereberes
Musa pudo sofocar las sucesivas revueltas bereberes y reconquistar las áreas que los bereberes habían arrebatado los musulmanes, después de que los conquistaron por primera vez y envió el botín a Abdul-Aziz, quien a su vez se los envió al califa Abdul-Malik bin Marwan, para que calmara su ira Abdul Malik Ali Musa. Musa estaba preocupado por difundir el islam entre los bereberes y hacer las paces con ellos y ganarse sus mentes, para asegurarse de que no se sintieran tentados a rebelarse nuevamente, por lo que miles de ellos se unieron a su ejército después de su conversión al islam.
La mayoría de los bereberes son musulmanes sunitas, con una minoría ibadi. Los bereberes abrazaron el islam tras la conquista islámica del Magreb y contribuyeron a la conquista de Isbaniya.